# Зигон
Зигон е погранична византийска област откъм сръбските земи, спомената многократно от Ана Комнина в нейната Алексиада.
Средновековният Зигон е съвременната планина Рогозна, която маркира границата между две антропо-географски области на Балканите – Румели и Босна, така както са известни от османистиката. Рогозна е известна със своите сребърни мини през османско време, а името на османски език е Гамиш даг, т.е. Сребърната планина.  Сред известните средновековни рудници в планината е Глухавица, което селище е под османска власт още преди падането на Търново.